# Łupek kwarcowy
Łupek kwarcowy – skała metamorficzna o wyraźnie zaznaczonej laminacji, złożona głównie z drobnych blastów kwarcu. Innymi składnikami skały są drobno wykształcone łyszczyki oraz nielicznie występujące chloryty. Podrzędnie mogą występować inne minerały, np. skalenie. Skała ta jest twarda i odporna na wietrzenie. W masywach zbudowanych ze skał metamorficznych często skałki są zbudowane z łupków kwarcowych. W przypadku znacznego udziału grafitu, skała nosi nazwę łupka grafitowego.